# Acanthogonatus messii
Acanthogonatus messii — вид мігаломорфних павуків родини Pycnothelidae. Описаний у 2023 році.

## Назва
Вид названо на честь аргентинського футболіста Ліонеля Мессі, одного з найвидатніших гравців усіх часів, володаря семи «Золотих м'ячів».

## Поширення
Ендемік Аргентини. Мешкає у патагонському степу в провінції Чубут. Типові зразки зібрані неподалік міста Рада-Тільї.

## Опис
Розмір голотипу самця становить 9,19 мм, а паратипу самиці — 11,93 мм. Самців можна відрізнити від відомих видів роду Acanthogonatus, за винятком Acanthogonatus chilechico, за пальпальною цибулиною з вужчою базальною частиною та злегка розвиненим кілем емболу, а також за наявністю міцних шипів на вентральній плюсні I. Самці відрізняються від самців A. chilechico наявністю губних куспул, а від Acanthogonatus birabeni — наявністю сильних шипів на вентральній плюсні I. Самці схожі на самців Acanthogonatus notatus забарвленням із темним шевроном на дорсальній частині черевця, але їх можна відрізнити за вигнутим емболом без дрібних зубців у верхівковій області і наявністю сильних шипів на вентральній плесні I. Самиці відрізняються від відомих видів роду формою сперматеки з короткими овальними вмістилищами та пальцеподібними внутрішніми розширеннями від їх основи.

## Екологія
Це невеликі павуки, які будують нори на піщаних відкритих середовищах з невеликими чагарниками.